# Blue Wing Airlines
La Blue Wing Airlines è una compagnia aerea privata del Suriname fondata a Paramaribo nel gennaio 2002.
Ha cominciato la sua attività con due velivoli Cessna per poi espandersi nel 2003 con l'acquisto di un primo Antonov An-28 che operava voli passeggeri e cargo a cui seguirono altri due esemplari: tutti e tre gli Antonov della compagnia sono nel corso degli anni andati distrutti in tre incidenti avvenuti fra il 2008 e il 2010.
Per via delle condizioni del terreno e quindi delle piste aree del Suriname, la Blue Wing Airlines opta per velivoli che siano in grado di essere operativi su piste di lunghezza compresa fra i 350 e i 500 metri e che durante la stagione delle piogge sono spesso ricoperte di fango: oggi la flotta è composta da sette aeromobili che fanno servizio su voli nazionali e internazionali.
Al momento, la compagnia aerea è soggetta al divieto operativo nel territorio dell'Unione europea, essendo parte della lista nera stilata dalle autorità per l'aviazione civile.

## Flotta
Ad agosto 2013 la flotta della Blue Wing Airlines è composta da 9 aeroplani tutti di proprietà della Compagnia:
| Velivolo                             | N° esemplari | Motore           |
| ------------------------------------ | ------------ | ---------------- |
| Cessna 208 Caravan                   | 2            | Turboelica       |
| de Havilland Canada DHC-6 Twin Otter | 3            | Turboelica       |
| Cessna Reims F-406                   | 1            | Turboelica       |
| Cessna 206                           | 3            | Motore a pistoni |